# Chrysoscota albomaculata
Chrysoscota albomaculata là một loài bướm đêm thuộc phân họ Arctiinae, họ Erebidae.